# Aram Muradyan
Aram Muradyan (in armeno Արամ Մուրադյան?; 14 aprile 1995) è un ex calciatore armeno, di ruolo attaccante.

## Carriera

### Club
Ha giocato nella prima divisione armena.

### Nazionale
Ha giocato nella nazionale armena Under-19.

## Palmarès

### Club

#### Competizioni nazionali
- Campionato armeno: 1

Širak: 2012-2013
- Supercoppa d'Armenia: 2

Širak: 2013, 2017
- Coppa d'Armenia: 1

Širak: 2016-2017